# Ла Пуэрта, Луис
Луис Ла Пуэрта (исп. Luis La Puerta de Mendoza) — (25 августа 1811 — 21 октября 1896) — перуанский военный и политический деятель. После начала Второй тихоокеанской войны и отъезда в Европу за закупкой вооружений президента Мариано Игнасио Прадо Луис Ла Пуэрта был назначен временным президентом. На посту временного президента он пробыл всего четыре дня из-за переворота и захвата власти, организованного Николасом де Пьерола.